# Alex Blignaut
Pas d'image ? Cliquez ici
Alex Blignaut, né le 30 novembre 1932 à Johannesbourg et décédé le 15 janvier 2001 à Honeydew, est un pilote automobile, promoteur de Grand Prix et directeur d'écurie sud-africain.

## Carrière
Alex Blignaut fait sa première apparition en course en tant que concurrent du Grand Prix automobile du Rand 1963 sur une Cooper T53 du Team Valencia. Il termine douzième. Il en sera de même l'année suivante, mais cette fois-ci au volant d'une LDS.
Il s'inscrira également au Grand Prix automobile d'Afrique du Sud 1965, épreuve du championnat du monde de Formule 1, sur une Cooper T55, à titre privé. Néanmoins, n'étant pas prêt, il renonce à participer à la course. Il raccroche définitivement le volant et décide de devenir directeur d'écurie en créant l'Alex Blignaut Racing Team sur les actifs de la Scuderia Scribante de Neville Lederle, afin de courir dans le Championnat d'Afrique du Sud de Formule 1 puis de Formule Atlantic. Ses pilotes remporteront plusieurs victoires. Ian Scheckter ou Eddie Keizan notamment piloteront pour lui.
En 1973 et 1974, Alex Blignaut confiera une Tyrrell 004 sous le nom de son écurie, avec le soutien d'abord d'Embassy, puis de Lucky Strike, à Eddie Keizan pour participer aux Grands Prix d'Afrique du Sud de ces années-là. En 1973 il sera victime d'un abandon et en 1974 il terminera la course quatorzième.
Au même moment, Blignaut sera directeur de l'Automobile Club d'Afrique du Sud et aura en charge l'organisation du Grand Prix automobile d'Afrique du Sud sur le circuit du Kyalami. Au cours de cette période il se battra pour que le Grand Prix continue d'avoir lieu malgré les restrictions gouvernementales concernant l'utilisation du pétrole, en raison de la crise pétrolière qui débuta en 1973. Blignaut tentera également de préserver le circuit de la destruction par des projets immobiliers.
Il décède en 2001 d'une électrocution en réparant une machine agricole dans sa ferme à Honeydew, dans les environs de sa ville natale.